# Жуклянська сільська рада
Жуклянська сільська́ ра́да — адміністративно-територіальна одиниця та орган місцевого самоврядування в Корюківському районі Чернігівської області. Адміністративний центр — село Жукля.

## Загальні відомості
Жуклянська сільська рада утворена у 1920 році.
- Територія ради: 42,544 км²
- Населення ради: 510 осіб (станом на 2001 рік)

## Населені пункти
Сільській раді були підпорядковані населені пункти:
- с. Жукля

## Склад ради
Рада складалася з 12 депутатів та голови.
- Голова ради: Мороз Віктор Іванович
- Секретар ради: Литвиненко Олена Павлівна

### Керівний склад попередніх скликань
| Прізвище, ім'я, по батькові | Основні відомості                                                                     | Дата обрання | Дата звільнення |
| --------------------------- | ------------------------------------------------------------------------------------- | ------------ | --------------- |
| Данченко Валентина Іванівна | Сільський голова, 1951 року народження, член Народної партії                          | 26.03.2006   | 01.02.2009      |
| Мороз Віктор Іванович       | Сільський голова, 1953 року народження, освіта незакінчена вища, член Партії регіонів | 03.05.2009   | 31.10.2010      |
| Мороз Віктор Іванович       | Сільський голова, 1953 року народження, освіта незакінчена вища, член Партії регіонів | 31.10.2010   |                 |

Примітка: таблиця складена за даними сайту Верховної Ради України

### Депутати
За результатами місцевих виборів 2010 року депутатами ради стали:

#### За суб'єктами висування
| Суб'єкт висування | Кількість обраних депутатів | %    |
| ----------------- | --------------------------- | ---- |
| Партія регіонів   | 11                          | 91,7 |
| Народна партія    | 1                           | 8,3  |

#### За округами
| № округу        | Прізвище, ім'я, по батькові     | Дата визнання обраним | Освіта             | Партійна приналежність | Відомості про обраного депутата                        |
| --------------- | ------------------------------- | --------------------- | ------------------ | ---------------------- | ------------------------------------------------------ |
| Народна Партія  |                                 |                       |                    |                        |                                                        |
| 2               | Бабко Ольга Петрівна            | 01.11.2010            | вища               | позапартійна           | управління Пенсійного фонду, головний спеціаліст       |
| Партія регіонів |                                 |                       |                    |                        |                                                        |
| 1               | Лепеха Лариса Олександрівна     | 01.11.2010            | вища               | позапартійна           | Жуклянське поштове відділення зв'язку                  |
| 3               | Горова Олеся Михайлівна         | 01.11.2010            | вища               | позапартійна           | Жуклянській сільський клуб, завідувачка                |
| 4               | Грищенко Галина Олександрівна   | 01.11.2010            | середня            | позапартійна           | Корюківський територіальний центр, соціальний робітник |
| 5               | Алексєєва Марина Володимирівна  | 01.11.2010            | вища               | позапартійна           | Жуклянська загальноосвітня школа І-ІІ ст., вчитель     |
| 6               | Литвиненко Олена Павлівна       | 01.11.2010            | вища               | позапартійна           | Жуклянська сільська рада, секретар                     |
| 7               | Данченко Валентина Іванівна     | 01.11.2010            | вища               | позапартійна           | пенсіонер                                              |
| 8               | Тарасенко Марія Василівна       | 01.11.2010            | середня спеціальна | позапартійна           | Жуклянська сільська бібліотека, завідувачка            |
| 9               | Панасевич Наталія Федорівна     | 01.11.2010            | середня спеціальна | позапартійна           | Холминська споживче товариство, продавець              |
| 10              | Бондаренко Олена Миколаївна     | 01.11.2010            | середня спеціальна | позапартійна           | Жуклянській фельдшерсько-акушерський пункт, санітарка  |
| 11              | Прохоренко Віктор Володимирович | 01.11.2010            | середня            | член Партії регіонів   | тимчасово не працює                                    |
| 12              | Горова Надія Володимирівна      | 01.11.2010            | вища               | позапартійна           | Жуклянський сільський клуб, технічний працівник        |